# Евдокимов, Сергей Владимирович
Сергей Владимирович Евдокимов (26 сентября 1878, Севастополь — 22 апреля 1960, Нью-Йорк) — российский  военно-морской офицер, контр-адмирал (1917). Участник русско-японской, Первой мировой и гражданской войн.

## Биография
Из рода потомственных морских офицеров, отец его дослужился до чина капитана 1-го ранга. В 1892 году его привезли в Санкт-Петербург и определили в частный пансион для подготовки к поступлению в Морской кадетский корпус.
В 1899 году окончил Морской кадетский корпус, но уже осенью был разжалован.

По высочайшему повелению фельдфебель Александр Немитц и гардемарины Вениамин Подъяпольский, Сергей Евдокимов, Евгений Алексеев и Владимир Иловайский за произведенный беспорядок на судне лишаются гардемаринского звания и разжалываются в юнкера флота с правами матроса 1-й статьи, с зачислением в нижеследующие экипажи, где арестовываются на 5 суток в карцер каждый. По получении одобрительного отзыва могут быть произведены в мичманы

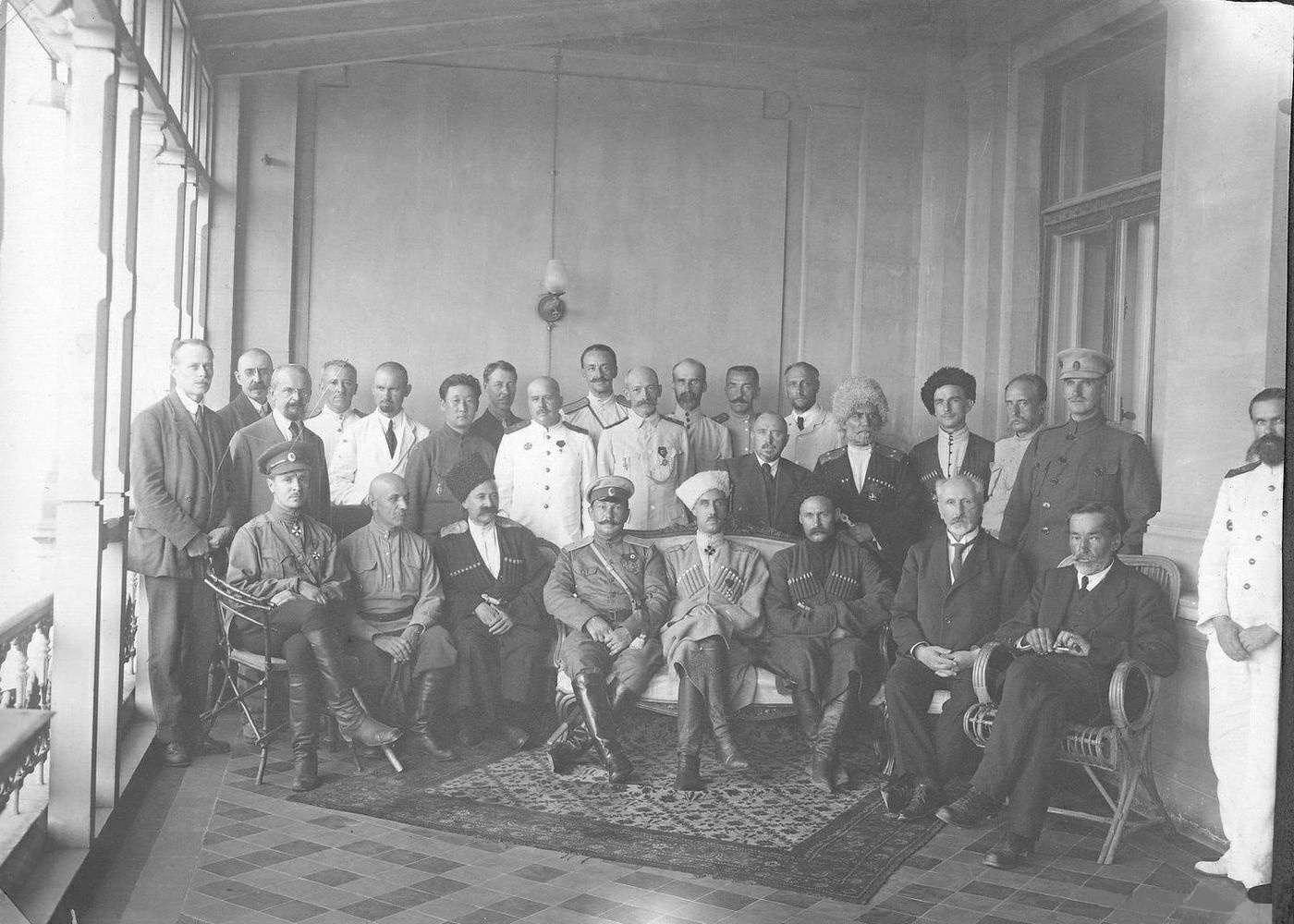
Правительство Юга России. Крым, Севастополь, 1920. Сидят (слева направо): 1 - начальник штаба генерал-майор П.Н. Шатилов; 2 - Астраханский атаман Н. В. Ляхов; 3 - Терский атаман генерал-лейтенант Г. А. Вдовенко; 4 - Донской атаман генерал-лейтенант А. П. Богаевский; 5 - Главнокомандующий Русской армией генерал П. Н. Врангель; 6 – заместитель Кубанского атамана инженер В. Н. Иванис; 7 – помощник Главнокомандующего, глава Правительства А. В. Кривошеин; 8 – и. об. Председателя Донского правительства М. В. Корженевский.
Стоят (слева направо): 1 – вр. и. д. управляющего делами совета при Главнокомандующем А. Г. Сергеенко-Богокутский; 2 - начальник политической канцелярии Управления иностранных сношений Б. А. Татищев; 3 - вp. и. д. начальника Управления иностранных сношений князь Г. Н. Трубецкой; 6 - председатель Астраханского правительства Санджи-Баянов; 8 - заместитель начальника Морского управления контр-адмирал C. B. Евдокимов; 9 - вp. и. д. начальника Военного управления генерал-майор В. П. Никольский; 10 - и. д. начальника Управления финансов Б. В. Матусевич; 11 - начальник Управления юстиции сенатор Н. Н. Таганцев; 12 - и. д. начальника Гражданского управления С. Д. Тверской; 13 - начальник управления торговли и промышленности B. C. Налбандов; 14 - государственный контролёр Н. В. Савич; 15 - заместитель председателя Кубанского правительства генерал-майор И. А. Захаров; 16 - председатель Терского правительства Букановский; 17 – начальник Управления земледелия и землеустройства сенатор Г. В. Глинка; 18 - начальник Управления снабжений генерал-лейтенант П. Э. Вильчевский.

С 3 января 1900 года мичман с назначением в Черноморский Флот. 1902 — Прослушал курс офицерского минного класса, служил на Черноморском флоте минным офицером.
В 1904 году назначен на вспомогательный крейсер «Урал» в составе 2-й Тихоокеанской эскадры. Участник русско-японской войны.
Получил тяжелую травму во время бункеровки в Носси-Бэ:

Нагнав эскадру, мы вместе с ней в Носибе загрузили уголь. 30 декабря я стоял на вахте. Во время погрузки лопнули брасы и топенанты стрелы темберлея, поднимавшей уголь: вахтенного офицера прапорщика Анатолия Попова убило наповал и ранило нескольких матросов и меня. Я, сброшенный с очень высокого мостика, лежал без сознания, и меня считали мертвым. Надо мной стоял молодой матрос радиотелеграфист Маркелов и горько плакал. Вдруг он закричал: «Доктора! Доктора! Минный офицер по палубе пальцами шкрябает!» Тогда на меня обратили внимание и отправили лечить на госпитальное судно «Орел». У меня оказался треснут череп, сотрясение мозга и много ссадин и ушибов по всему телу. Я был сброшен с большой высоты, получил удары стрелой, блоками и стальным тросом.— Евдокимов С. В. Воспоминания контр-адмирала
14 мая 1905 — Участвовал в Цусимском сражении. После того, как крейсер, получивший подводную пробоину, был покинут экипажем, вместе с лейтенантом Чоглоковым и минёром Алексеем Паленым добровольно остался на борту, чтобы затопить корабль. Тяжело контуженный, был подобран из воды буксирным пароходом «Свирь» и доставлен в Шанхай.
В 1905—1908 годы на Черноморском флоте. Командир эсминцев «Завидный» и «Живучий». В 1908 году — Флагманский минный офицер начальника штаба флота Чёрного моря.
В 1909 — Избран членом суда чести. 1 февраля 1912 — Заведующий обучением в Минной и радиотелеграфной школе. В 1913 году — Капитан 2-го ранга, начальник дивизиона заградителей Черноморского флота.
Участник Первой мировой войны. С 11 декабря 1914 года на пароходе «Олег» в должности начальника отряда пароходов особого назначения, которые планировалось затопить у входа в порт Зунгулдак. Отравлен газами и контужен во время атаки миноносцев и обстрела крейсером «Бреслау».
В 1916 году — Георгиевский кавалер.
6 марта 1917 — Командующий Учебным отрядом Черноморского флота. 28 июля 1917 — Капитан 1-го ранга. В 1917 — Контр-адмирал «за отличия».
Декабрь 1918 — Начальник службы связи в Чёрном и Азовском морях.
20 марта 1919 — Помощник начальника Морского управления ВСЮР по распорядительной и хозяйственной части.
Март 1920 — Участник Военного совета, собранного для выборов нового Главнокомандующего. 18 апреля — май 1920 — ВрИД начальника штаба Черноморского флота.
Май — 17 октября 1920 — Помощник начальника Морского управления в правительстве генерала Врангеля. Участник Крымской эвакуации.
11 декабря 1920 — Представитель морского ведомства при обществе «Шхуна» в Константинополе.
В 1924 — Эмигрировал в Париж, где занимался тяжёлым физическим трудом и работал на такси. Во время германской оккупации вместе с сыном был арестован и послан на реку Одер копать окопы за то, что сын был обвинён в подслушивании радиопередач союзников.
В 1947 — Переехал в Нью-Йорк, где работал на фабрике. 1951 — Вышел на пенсию по болезни.
Скончался в 1960 году после долгой болезни, похоронен в Свято-Троицком монастыре в г. Джорданвилль, штат Нью-Йорк.

## Семья
Жена — Зинаида Владимировна Евдокимова (урождённая Муфти-Заде; 1889—1963), происходила из рода крымскотатарских мурз.
- Сын — Михаил Сергеевич Евдокимов (1922—1964)[5].

## Воспоминания
- Евдокимов С. В. Воспоминания контр-адмирала. // Военно-исторический журнал. — 2006. — №№ 3—8.